# La muerte no existe y el amor tampoco
La muerte no existe y el amor tampoco es una película argentina dirigida por Fernando Salem sobre su propio guion escrito en colaboración con Esteban Garelli, adaptación de la novela Agosto de Romina Paula. Se estrenó el 9 de enero de 2020 y tuvo como actores principales a Justina Bustos, Agustin Sullivan, Fabian Arenillas, Alayla de Luca y Denise Groesman.

## Sinopsis
Una joven psiquiatra que vive en Buenos Aires vuelve a su pueblo natal en la Patagonia para esparcir las cenizas de su mejor amiga y en ese viaje revive su amistad, acompaña a su familia en el duelo y se reencuentra con su padre y con Julián, su primer amor, que ahora está casado y tiene un hijo.

## Reparto
- Antonella Saldicco ... Emilia
- Justina Bustos ... Andrea
- Osmar Núñez ... Jorge
- Susana Pampín ... Úrsula
- Agustín Sullivan ... Julián
- Francisco Lumerman ... Manuel
- Fabián Arenillas ... Albert
- Alayla de Luca
- Denise Groesman
- Balthazar Murillo
- Ryan Oertlinger
- Romina Paula
- Valentino Tomaselli
- Lorena Vega

## Críticas
Santiago Balestra en el sitio web Altapeli.com opinó:

”
La película…plantea la diferencia entre el amor presente y el amor en cuanto a pasado. Un rompimiento o un fallecimiento pueden interrumpir de forma permanente ese flujo, pero es el recuerdo lo que lo hace en cierta forma algo permanente, creando una base sobre la que desarrollamos nuestra personalidad... Antonella Saldicco entrega una muy hábil interpretación con una clara comprensión física del intenso tema de la película, pero es la expresividad de su rostro la que consigue gran parte de las maravillas. Justina Bustos la acompaña en un silencioso rol como su amiga fallecida. Aunque le falten palabras a la actriz, le sobran emociones y presencia física. Es uno de esos roles esenciales que con muy poco está diciendo mucho.La muerte no existe y el amor tampoco es un prolijo drama intimista, con una gran claridad temática de un tema devastador para cualquier ser humano. El simbólico guion y las eficientes actuaciones hacen de esta una propuesta inteligente sobre los sentimientos.

Matías Orta en el sitio Asalallena.com escribió:

”La premisa no suena muy diferente a la de muchos otros films, pero Salem le imprime su propia identidad a la historia, y sobre todo, corazón y alma. …sobresalen temas como la familia, la identidad y la pérdida, con un viaje como motor principal. …el tono es dramático, aunque sin la acentuación de los recursos para la lágrima fácil. El director sabe cómo y cuándo añadir al plato pizcas de humor, ternura y romance….El frío y la aridez de Santa Cruz, donde se realizó el rodaje, funcionan como una extensión del estado emocional que viven los personajes. En ese sentido, tampoco se queda atrás la banda sonora, a cargo de Santiago Motorizado.”

## Festivales y nominaciones
Fue seleccionada para ser exhibida en Toulouse 2019 en la sección Cine en Construcción 35.
En el Festival Internacional de Cine de Mar del Plata 2019 fue nominada al Premio a la Mejor Película en la Competencia argentina.